# Стећци у Љубљеници
Некропола са стећцима на локалитету Православног гробља у селу Љубљеници представља национални споменик Босне и Херцеговине и непокретно културно добро Републике Српске. Налази се у селу Љубљеница, општина Берковићи, Република Српска.

## Положај
Љубљеница је село које је ваздушном линијом удаљено око 9 километара северно од Стоца и око 4 километра југоисточно од Ходова. Прилаз селу је са пута Ходово—Дабрица, од којих се одваја на укрштању пут до Љубљенице. Село је удаљено око један километар од поменутог укрштања. Локалитет је смештен на зараванку изнад Љубљенице, покрај сеоског пута. Унутар ограђеног гробља, већином сувозидном оградом (осим дела око улаза који је у новије време делимично озидан бетоном), налази се 15 стећака.

## Историја
У доба развијеног средњег века током 14. и 15. века подручје шире околине Стоца припадало је средњовековној жупи Дубрави.
Село Ходово се не спомиње у првом поименичном попису санџака вилајета Херцеговина сачињеном у периоду 1475—1477. године, али се спомињу нека околна села као што је Тријебањ и подручје Дубрава. Ту се спомиње Џемат војводе Петра – други назив Храбрена као тимарника и његовог брата Вукића. Вукић Храбрен био је блиски род са Милорадовићима, али није био прави војвода. Некропола у Ходову припадала је територији којом су владали потомци војводе Стефана Милорадовића из војводске породице Храбрена-Милорадовића у 15. и 16. веку. Храбрени-Милорадовићи припадали су влашком роду Храбрена и катунарској и војводској породици Милорадовића. Родоначелник породице Милорадовића је био Милорад који је живео у другој половини 14. века. Његов син Стјепан живео је од друге половине или краја 14. до средине 15. века. Стефан Милорадовић је са војском обласног господара Петра Павловића уз помоћ османских чета напао предео око Сливна који је припадао територији Дубровачке републике. Стефан је према историјским изворима имао два сина - Петра и Радоја. Петар Стефановић јавља се у дубровачкој архивској грађи у периоду 1473—1488. године, када је умро. Био је војвода Доњих Влаха. После Петрове смрти од Храбрена је био најзначајнији Вукић Храбрен који се јавља у списима Дубровачке републике од 1489. до 1496. године. Вероватно је био катунар Храбрена. Други Стефанов син био је Радохна (Радоје) који је имао сина Павка. Радоје је покопан у Радимљи, а споменик му је подигао брат војвода Петар. О породици Радохнића нема сигурних историјских података, а како Вего пише “уколико се овде не ради о породици кнеза Павка, вероватно унука Стефана Милорадовића”, који је живео у другој половини 15. или чак првој половини 16. века.

## Изглед
На локалитeту Православног гробља стeћци су разасути по скоро читавом гробљанског простору и изван њeга. Ту сe налази 15 спомeника (2 плочe, 12 сандука и 1 сљeмeњак). Стeћци су јако добро клeсани и доста добро очувани. Нeки су нагнути и утонули. Оријeтисани су у правцу запад–исток и примeћујe сe тeндeнција низања у рeдовe сeвeр–југ. Приликом тeхничког снимања дат јe опис само украшeних стeћака. Унутар нeкрополe на бeтонској подлози постављeна јe мeморијална плоча подигнута жртвама из Другог свeтског рата. Плоча јe састављeна из два дeла, рађeна од мeрмeра и садржи списак имeна двеју породица (Вукосав и Гeло) страдалих 28. маја 1941. године.